# Bruno Ascenzo
 Bruno Ascenzo Bravo de Rueda (Lima, 13 de septiembre de 1984) es un actor, guionista, director, presentador de televisión y locutor de radio peruano.

## Biografía
Hijo de Felipe Ascenzo Palacio y Kristina Bravo de Rueda Accinelli. Realizó sus estudios escolares en la Escuela Inmaculado Corazón y en el Colegio Santa María Marianistas. 
Ingresó a la Universidad de Lima para estudiar la carrera de comunicaciones. 
En la década de los noventa se inició en la televisión en la telenovela Travesuras del corazón a los 13 años, luego pasó a actuar en Boulevard Torbellino y Milagros. Continuó en la actuación con la telenovela Estrellita (2000) y posteriormente actuó en la telenovela Qué buena raza. 
Entre los años 2001 y 2002 condujo el programa infantil-juvenil América Teens, junto a Rocío Grillo. En 2004 prestó su voz para la película animada Piratas en el Callao. A fines de año actuó en la telenovela Tormenta de pasiones.
Ascenzo debutó en el cine en 2005, en las películas Mañana te cuento y Un día sin sexo. 
En 2006, Ascenzo escribió, dirigió y actuó en Esta sociedad. A la par, también dirigió la miniserie Ferrando, de pura sangre. En 2007, Ascenzo dirigió su primer cortometraje Angelita.
En 2008 actuó en la serie Esta sociedad 2 y en la película Mañana te cuento 2. Además, prestó su voz para la película animada Valentino y el clan del can.
En 2010 actuó en la miniserie Clave uno: médicos en alerta y en el musical La jaula de las locas. Luego de ello participó como guionista en las telenovelas Ana Cristina (2010) y Corazón de fuego (2011). 
En 2011 ingresó como presentador del programa Mesa de noche de Plus TV. El mismo año empezó a conducir el programa de radio Zona de riesgo.
Ascenzo prestó su voz para la película animada Los ilusionautas, estrenada en enero de 2012.
En teatro en 2012, actuó en la obra Toc Toc. Los dos siguientes años la obra fue repuesta.
En 2013, Ascenzo apareció como protagonista de la película de drama romántico Quizás mañana dirigida por Jesús Álvarez Betancourt, junto a Gisela Ponce de León. También conduce el programa de radio Hijo de su madre de la estación Studio 92.
Ascenzo condujo Ponte Play junto a Gisela Ponce de León por Frecuencia Latina en 2013. Participó en la lectura dramatizada Cómo crecen los árboles de "Sala de parto" de Teatro La Plaza.
Ascenzo estrenó su primer largometraje el 1 de mayo de 2014, titulado A los 40. El reparto de la película está conformado por Katia Condos, Carlos Alcántara, Johanna San Miguel, Wendy Ramos, Gianella Neyra, Sofía Rocha, Carlos Carlín, Andrés Wiese, Stefano Salvini y Lali Espósito.
En 2016 dirige por primera vez la obra teatral En el barrio, en colaboración con Los Productores.

## Vida privada
En mayo de 2016, el actor reveló públicamente su orientación sexual a través de su cuenta de Facebook alegando: "Soy gay desde que tengo uso de la razón y soy feliz."
En enero de 2025 anunció su intención de casarse con el cantante peruano Adrián Bello, su pareja desde 2013.

## Filmografía

### Televisión

#### Como actor
- Travesuras del corazón (1998–99) como Mauro.
- Boulevard Torbellino (1998)
- Milagros (2000–01) como Rodrigo Echevarría.
- Con los pelos de punta (2000)
- Estrellita (2000) como Salvador Sifuentes.
- Qué buena raza (2002 - 2003) como Diego de la Fuente.
- Tormenta de pasiones (2004 - 2005) como Manuel.
- Tierra de pasiones (2005)
- Esta sociedad (2006 - 2008) como Alonso Alvear.
- Clave uno: médicos en alerta (2009 - 2010) como Mateo Estrada.

#### Como guionista
- Augusto Ferrando, de pura sangre (2005)
- Esta sociedad (2006 - 2008)
- Ana Cristina (2011)
- Corazón de fuego (2011–2012)
- Un día eres joven (2019)[18][19] - Miniserie
- Raúl con Soledad (2020) - Miniserie

#### Como presentador
- América Teens (2001–02)
- Mesa de noche (2011–12)
- Ponte Play (2013)

### Películas
Como director
- Cu4tro (2009) - Codirector junto a Frank Pérez-Garland, Sergio Barrio y Christian Buckley
- A los 40 (2014)
- Soltera codiciada (2018) - Codirector junto a Joanna Lombardi
- Hasta que nos volvamos a encontrar (2022)

#### Como guionista
- A los 40 (2014)
- Locos de amor (2016)[20]
- Locos de amor 2 (2018)[21][22]
- Hasta que nos volvamos a encontrar (2022)

#### Como actor
- Mañana te cuento (2005)
- Un Dia sin Sexo (2005)
- Mañana te cuento 2 (2008)
- Cu4tro (2009)
- Quizás Mañana (2013)
- La Cosa (2013)
- Locos de amor 2 (2018)[23][24]
- Cosas de Amigos (2022)[25][26]

## Teatro

### Créditos como actor
- El Mago del País de las Maravillas (2002)
- La Vaca, la Capa y la Zapatilla (2002) como Juan de las Habichuelas Mágicas.
- Ángeles (2003) como Flaco.
- Charlie y la fábrica de chocolates (2005)
- Chau Misterix (2008)
- El mentiroso (2008)
- La mujer espada (2010) como Antonio.
- La jaula de las locas (2010) como Jean-Michel.
- La tercera edad de la juventud (2011) como Renzo.
- La chica del Maxim (2011) como Duque de Valmonté.
- Toc toc (2012–presente) como Otto.

### Créditos como guionista
- Canta la cloaca (2007)
- Brujitas siglo XXI (2007)[27]
- En busca de la bruja perfecta (2008)

### Créditos como productor
- En el barrio (2016)

## Radio
- América Teens (2001) por Radio América.
- Refugiados (2003) por Radio América.
- Zona de Riesgo (2011) por Radio Studio 92.
- Amigos con Derechos (2012) por Radio Studio 92.
- Hijo de su Madre (2013-17) por Radio Studio 92.
- Encendidos, como panelista (2017-2018) por RPP Noticias.

## Portales web
Para el portal Terra TV presentó:
- Un día con... (2008–09)
- Sin voz ni voto (2010)